# Dipodomys spectabilis
Dipodomys spectabilis és una espècie de mamífer rosegador de la família dels heteròmids. Viu a Mèxic i els Estats Units. El seu hàbitat natural són els herbassars desèrtics amb matolls dispersos en els quals les espècies de matolls invasores cobreixen menys del 20% del sòl. Està amenaçada per la degradació dels herbassars desèrtics i la seva substitució per comunitats de governadora o mesquite.